# Giulia Lama
Giulia Lama (Venecia, 1 de octubre de 1681–Venecia, 7 de octubre de 1747) fue una pintora italiana, activa en Venecia. Su estilo oscuro y tenso contrastaba con los colores pasteles dominantes de la era del Barroco tardío.

## Trayectoria
Lama nació en la parroquia de Santa Maria Formosa en Venecia. Fue formada inicialmente por su padre, el pintor Agostino Lama. Pudo haber estudiado junto a un amigo de niñez, Giovanni Battista Piazzetta (1682–1754), en la escuela de Antonio Molinari en Venecia. Como resultado del aprendizaje conjunto, sus estilos son similares en cuanto a los contrastes de luces y sombras. Piazzetta  pintó un retrato de su amiga entre 1715 o 1720.
Una carta escrita por el Antonio Schinella Conti a Madame de Caylus en marzo de 1728 ha sido importante para determinar la formación y personalidad de Lama. En ella comenta, "La pobre chica es perseguida por los pintores, pero su virtud triunfa sobre sus enemigos. Es cierto que es tan fea como ingeniosa pero  habla con gracia y precisión, de modo que uno fácilmente le perdona su cara." La carta revela que además de ser pintora fue especialista en matemáticas, en poesía y en elaboración de encaje.
Lama trabajó en Venecia como poeta, donde también se dedicó a la pintura histórica. Una de sus piezas, el retablo Crucifixión, permanece en la iglesia de San Vitale. Tuvo una carrera exitosa como pintora de figuras públicas y privadas. Lama parece haber sido una de las primeras mujeres en romper la barrera que impedía a las mujeres el estudio y dibujo de la figura humana desnuda. Más de 200 dibujos descubiertos recientemente, muestran claramente que estudió desnudos masculinos y femeninos durante su formación. Tuvo éxito público en un estilo que era tradicionalmente practicado por hombres, dando lugar a una creciente oposición de sus colegas masculinos que no estaban preparados para tolerar tal competencia.
Como profesional altamente capacitada, fue tan capaz de pintar un retrato sensible como el de Hombre Joven con Turbante, como de llevar a cabo grandes encargos originales o retablos. Es a través de la identificación de tres de estos retablos en una guía veneciana de 1733 que la personalidad artística de Lama comenzó a ser reconocida. Que era tan competente como los artistas masculinos con los que competía queda demostrado por los nombres a los que se ha atribuido su obra. La recuperación de la obra de Lama ha requerido la reasignación de obras no solo de Piazzetta, sino también de artistas como Federico Bencovich, Domenico Maggiotto, Francesco Capella, y Francisco de Zurbarán, entre otros.

## Galería

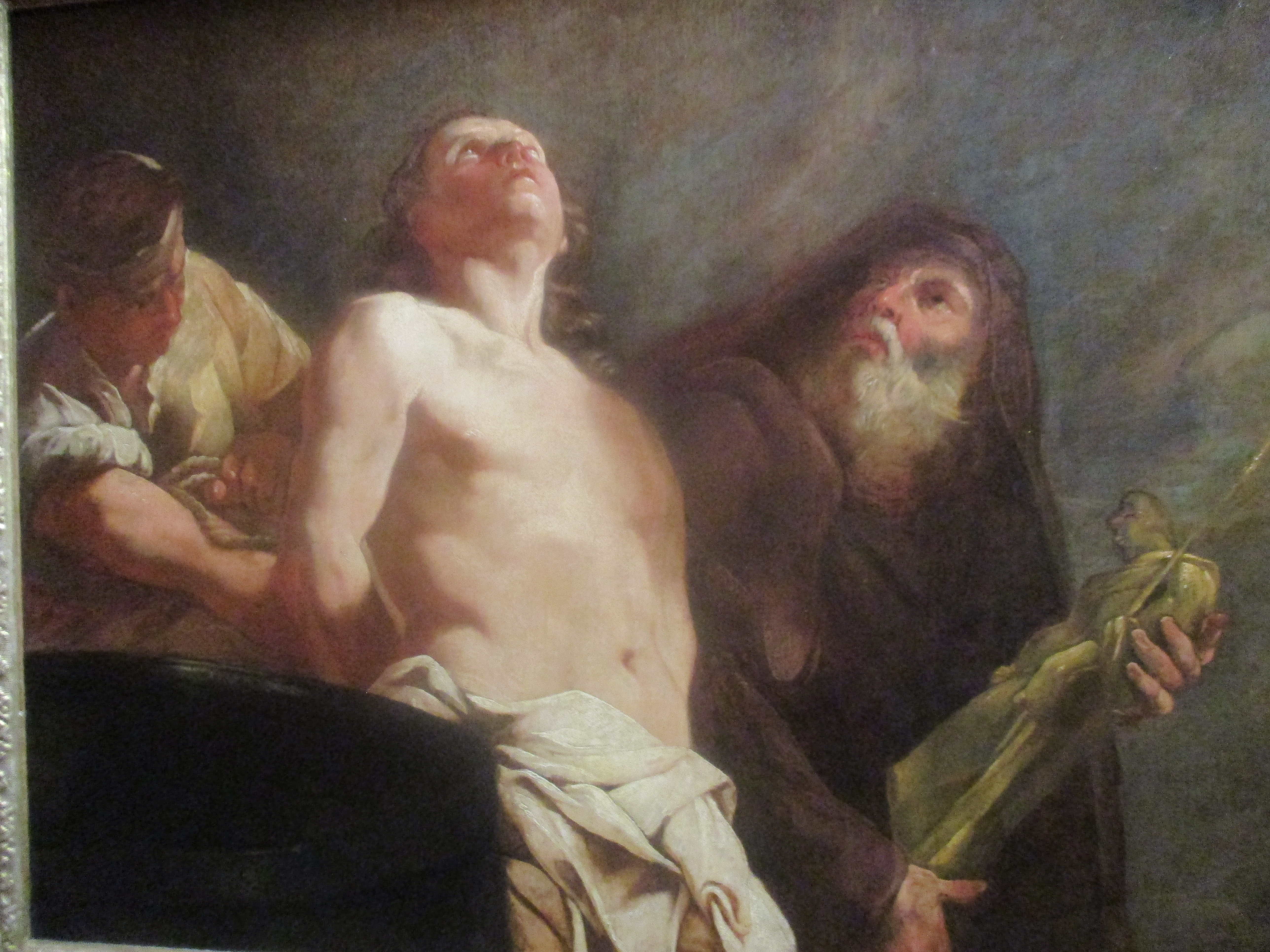
Le Martyre de Saint Jean
Judith y Holofernes (1730)
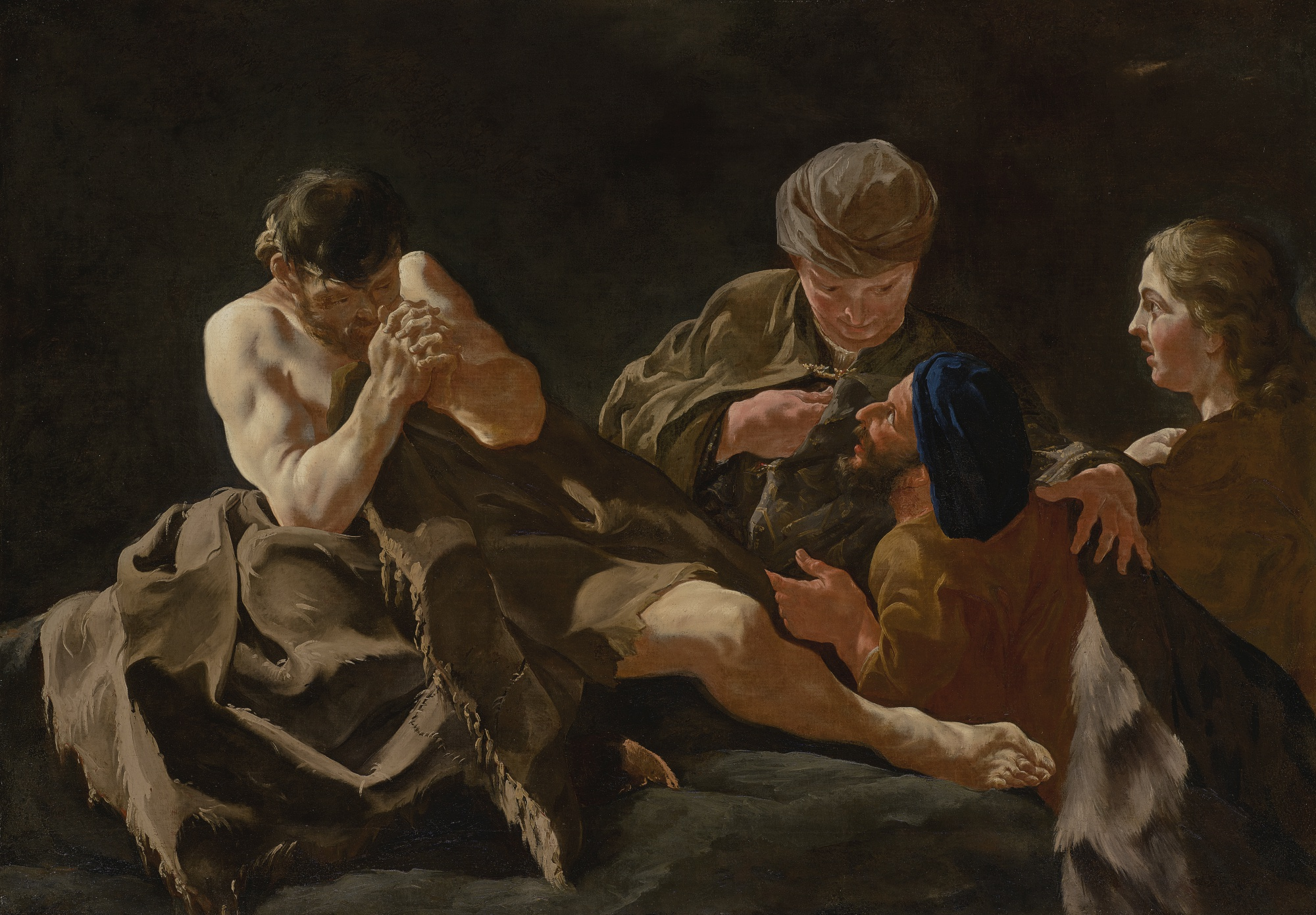
Eliphaz, Bildad and Zophar consoling Job
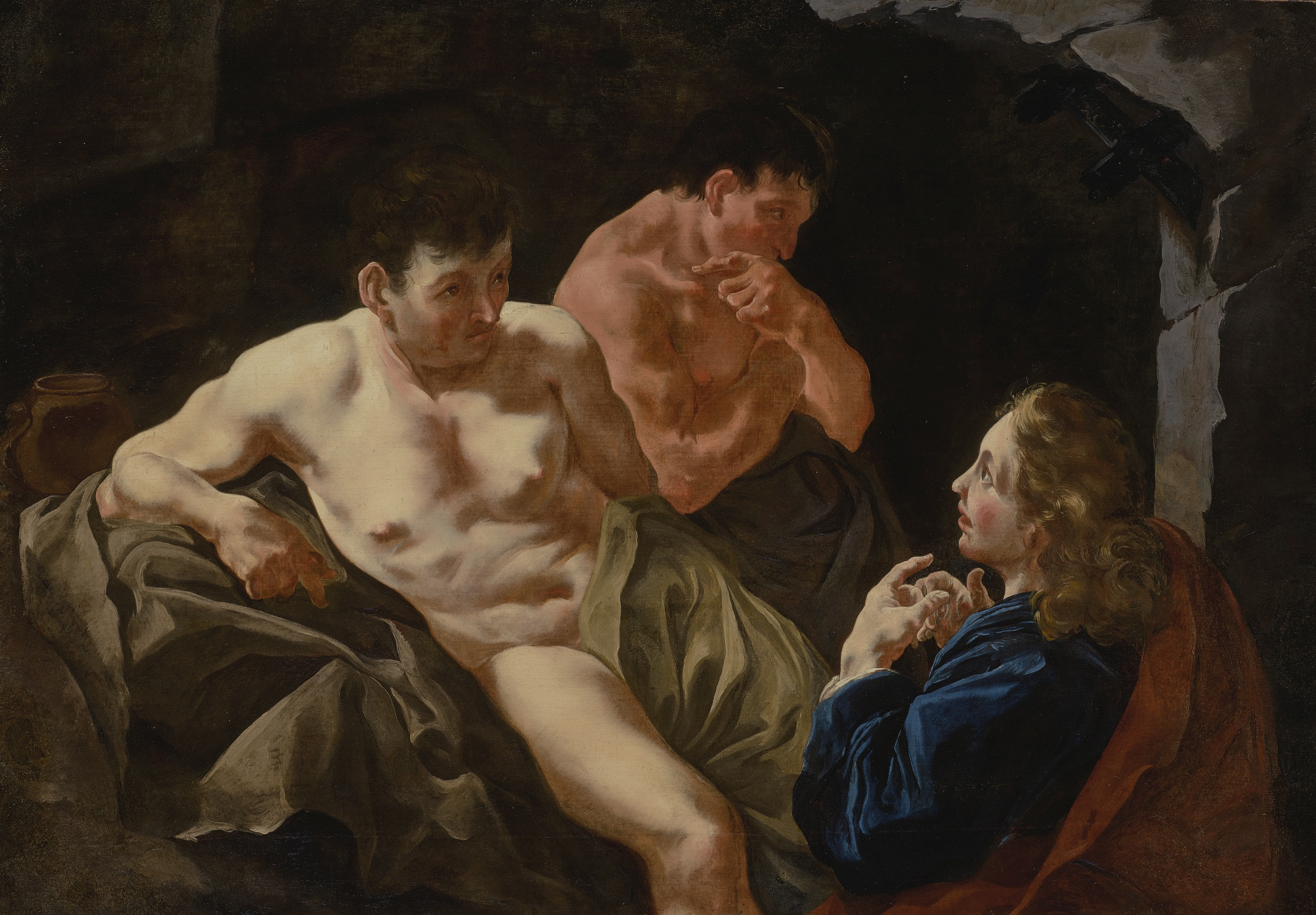
Joseph Interpreting the Eunuchs' Dreams
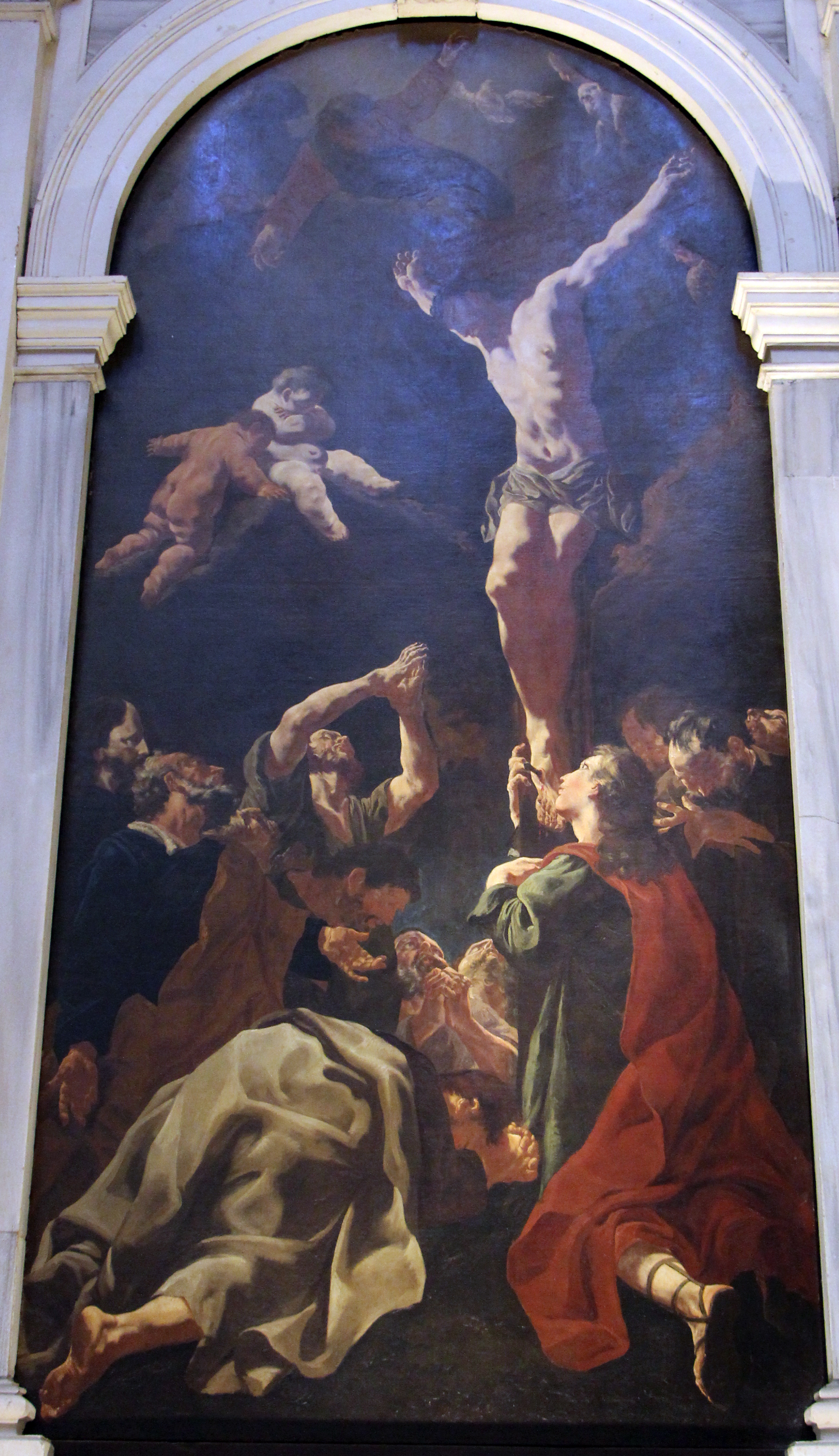
Crocifisso con gli apostoli